# Maarten van den Hove
Maarten van den Hove, nizozemski astronom in matematik, * 1605, Delft, Nizozemska, † 7. avgust 1639, Leiden, Nizozemska.
Hove je med letoma 1625 in 1627 študiral v Leidnu pri Rudolphu Snelu in Isaacu Beeckmanu. Med letoma 1628 in 1930 je študiral naprej pri Snelu v Leidnu in Gentu.
Leta 1628 je začel študirati pri Lansbergeu, s katerim ga je spoznal Beeckman.
Dopisoval si je z Descartesom, Mersennom, Gassendijem, Huygensom in Galilejem.
1. ↑  Mednarodna standardna oznaka imena — 2012.
2. ↑  Martinus Hortensius — 2009.
3. ↑  data.bnf.fr: platforma za odprte podatke — 2011.
4. 1 2  Album Academicum — 2007.